# Kodeks 0254
Kodeks 0254 (Gregory-Aland no. 0254) – grecki kodeks uncjalny Nowego Testamentu na pergaminie, datowany metodą paleograficzną na V wiek. Rękopis zaginął. Tekst rękopisu jest wykorzystywany we współczesnych wydaniach greckiego Nowego Testamentu.

## Opis
Do XX wieku zachowała się 1 pergaminowa karta rękopisu, z greckim tekstem Listu do Galacjan (5,13-17). Karta kodeksu ma rozmiar 18 na 12 cm. Tekst jest pisany jedną kolumną na stronę, 20 linijkami w kolumnie. Jest palimpsestem, tekst górny jest w języku arabskim.

## Tekst
Tekst rękopisu reprezentuje aleksandryjską tradycję tekstualną. Kurt Aland zaklasyfikował tekst rękopisu do kategorii I. W Ga 5,14 tekst jest zgodny z 27. wydaniem Nestle-Alanda. 

## Historia
INTF datuje rękopis na V wiek . 
Na listę greckich rękopisów Nowego Testamentu wciągnął go Kurt Aland, oznaczając go przy pomocy siglum 0254. Został uwzględniony w II wydaniu Kurzgefasste. Rękopis jest wykorzystywany w krytycznych wydaniach greckiego Nowego Testamentu.
Rękopis był widziany w Kubbat al-Chazna w Damaszku, obecne miejsce jego przechowywania jest nieznane .